# Wapen van Nieuweschans

Het wapen van Nieuweschans

Het wapen van Nieuweschans werd op 12 april 1950 per Koninklijk Besluit door de Hoge Raad van Adel aan de Groninger gemeente Nieuweschans toegekend. Vanaf 1990 is het wapen niet langer als gemeentewapen in gebruik omdat de gemeente Nieuweschans opging in de gemeente Beerta, op 1 juli 1991 hernoemd in Reiderland. 

## Blazoenering
De blazoenering van het wapen luidt als volgt:
In keel een gouden leeuw met een kroon van drie bladeren en twee paarlen van hetzelfde, getongd en genageld van azuur, houdende in de opgeheven rechtervoorklauw een ontbloot zwaard van zilver, met gouden gevest, en in de linker een bundel van zeven zilveren pijlen, de punten omhoog; in een schildhoofd van azuur een zilveren zeventiende-eeuws veldkanon met affuit Het schild gedekt met een gouden kroon van 3 bladeren en 2 paarlen.

## Verklaring
Het wapen symboliseert de stichting van Nieuweschans als vesting. In het wapen van Reiderland komt een leeuw voor, maar deze werd meer gemodelleerd naar de leeuw in het wapen van Finsterwolde. De leeuw in het wapen van Nieuweschans is een generaliteitsleeuw. De gravenkroon is wel overgenomen in het wapen van Reiderland. In het ingediend ontwerp van het wapen van Nieuweschans was ook een ster aanwezig, die afgeleid was van het geslacht Cirksena, graven van Oost-Friesland. Deze werd afgewezen door de Hoge Raad van Adel.

## Verwante wapens

Wapen van Reiderland

Adorp
· Aduard
· Appingedam
· Baflo
· Bedum
· Beerta
· Bellingwedde
· Bellingwolde
· Bierum
· De Marne
· Delfzijl 
· Eemsmond
· Eenrum
· Ezinge
· Finsterwolde
· Grijpskerk
· Grootegast
· Haren
· Hefshuizen
· Hoogezand
· Hoogezand-Sappemeer
· Hoogkerk
· Kantens
· Kloosterburen
· Leek
· Leens
· Loppersum
· Marum
· Meeden
· Menterwolde
· Middelstum
· Midwolda
· Muntendam
· Nieuweschans
· Nieuwe Pekela
· Nieuwolda
· Noordbroek
· Noorddijk
· Oldehove
· Oldekerk
· Onstwedde
· Oosterbroek
· Oude Pekela
· Reiderland
· Sappemeer
· Scheemda
· Slochteren
· Stedum
· Ten Boer
· Termunten
· Uithuizen
· Uithuizermeeden
· Ulrum
· Usquert
· Vlagtwedde
· Warffum
· Wedde
· Wildervank
· Winschoten
· Winsum
· 't Zandt
· Zuidbroek
· Zuidhorn